# Cameron Boyce
Cameron Mica Boyce (Los Angeles, Kalifornia, 1999. május 28. – Los Angeles, Kalifornia, 2019. július 6.) amerikai színész.
Legismertebb filmjei: Tükrök, Nagyfiúk 1–2. és a Disney Channel egyik legsikeresebb sorozatában, a Jessie-ben is szerepet kapott. Carlos szerepében megjelent a Disney Utódok című filmjében, 2015-ben az első, 2017-ben a második és 2019-ben a harmadik részben is szerepelt.
2019. július 7-én a családtagok bejelentették, hogy a 20 éves Boyce elhunyt egy epilepsziás roham következtében.

## Gyermekkora és családja
1999. május 28-án született a kaliforniai Los Angelesben, Victor és Libby Boyce fiaként. Édesapja afro-karibi és afro-amerikai származású. Édesanyja zsidó. Van egy húga, Maya (2001. dec. 28.). Cameron Los Angeles környékén élt szüleivel és húgával, majd 2019 májusában Karan Brar-al és Sophie Reynolds-al közös házba költöztek.
Kedvenc táncstílusa a breaktánc volt, tagja volt az X-mob nevű tánccsapatnak.

## Pályafutása
Többek között a Sherman Oaks Center for Enriched Studies-be járt iskolába. Hétévesen kezdte karrierjét, modellként Disney katalógusokban.
2008 júliusában megjelent a General Hospital: Night Shift című sorozatában, mint ismétlődő Michael nevű karakter. 2008 augusztusában debütált főszereplőként a Mirrors (Tükrök) valamint az Eagle Eye (Sasszem) című filmekben.
2010 júniusában Cameron játszotta Keith, Adam Sandler elkényeztetett gyerekét. 2011 áprilisában megjelent vendégként a Disney Channel Good Luck Charlie (Sok Sikert Charlie), majd júniusban a Judy Moody and the Not Bummer Summer (Judy Moody és a nem nyamvadt nyár) című sorozatokban.
2011 augusztusában megjelent a Indul a risza! főszereplőjeként, mint kiemelkedő táncos.
2011 szeptemberében Cameront Luke Ross főszereplőjeként rakták a Disney Channel Jessie sorozatába. A sorozat előkészítése során Luke szerepét eredetileg egy Hiro nevű fiúnak szánták Koreából, de a casting igazgatóit annyira lenyűgözte Cameron a meghallgatás során, hogy végül úgy döntöttek, újjáépítik a szerepét.
2015-ben Cameron az Utódok egyik főszereplője volt, aki Carlos, Szörnyella de Frász fia volt. Később az animált Utódok: Komisz világ epizódjaiban szerepelt.
2017-ben az Utódok 2.-ben szerepelt.
2018 márciusában Cameron az American Broadcasting Company televíziós komédiában tűnt fel, Becker szerepében.
2018 júliusában a Runt thriller filmbe került, Cal szerepében.
2019 januárjában csatlakozott az HBO leadott filmjébe, a Mrs. Fletcher-be.

## Halála

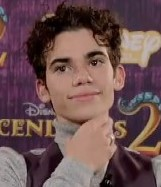
Cameron Boyce 2017-ben

Cameron családjának nyilatkozata szerint, 2019. július 6-án meghalt alvás közben, Los Angeles-i otthonában egy olyan roham miatt, amely egy folyamatos orvosi állapot eredménye volt, amit kezeltek. Megtörtént a boncolás, de a halál okának felfedését elhalasztották további vizsgálatok elrendelése miatt. 2019. július 9-én Cameron Boyce családja megerősítette, hogy Cameront korábban epilepsziával diagnosztizálták. A testét később elhamvasztották.
Azonban már megtörtént halála okának bejelentése.
A fiatal színész halálát agyvérzés okozta amelyet epilepsziás roham idézett elő. A betegséget három éve diagnosztizálták, közben is volt már agyvérzése. Az epilepsziát egy Keppra nevű gyógyszerrel kezelték, amit azonban a boncoláskor nem találtak a szervezetében.
A Netflix által 2020. október 7-én bemutatott Hubie, a halloween hőse filmet a néhai színésznek szentelték, aki eredetileg szerepelt volna a produkcióban, de időközben meghalt.

## Filantróp tevékenysége és emlékezete
A 2017-es 40 napos időszakban Boyce segített több mint 27 000 dollárt (majdnem 8 millió forint) adományozni a Thirst Project-nek, amelyből segítenek tiszta vizet szolgáltatni fejletlen országoknak. A United Way kezdeményezését is támogatta, a hajléktalanság megszüntetésére.
2015-ben segített pénzt szerezni a Home Walk számára, és élete végéig csinálta.
2019 májusában részt vett Los Angeles belvárosában 12. Home Walk nyitó ünnepségén, amely az egyik legnagyobb nyilvános esemény az Amerikai Egyesült Államokban a hajléktalanság megszüntetésére.
Cameron szorosan együttműködött az It’s On Us, egy társadalmi mozgalommal, amely a férfiak és a nők egyetemi campusaiban, szexuális támadásokkal kapcsolatos tudatosság és küzdelem érdekében hozott létre.
Végső humanitárius projektét Wielding Peace-nek hívták, amely egy szociális média kampány, Delaney Tarr, a March For Our Lives társalapítója. Boyce saját szavaival: „A kampány segítene a fegyveres erőszak elleni küzdelemben a hírességek és a túlélők „hadonászó” új fegyverrel, amely az egységé.

### A Cameron Boyce Alapítvány
A Cameron Boyce Alapítvány egy Los Angelesben alapított nonprofit szervezet, amely művészi és kreatív üzleteket kínál fiataloknak az erőszak és a negativitás alternatívájaként, erőforrásokat, jótékonyságot használ a pozitív változások eléréséhez, szerte a világban. Az alapítványt 2019-ben hozták létre a Network For Good-nál, Cameron Boyce halála utáni örökség megtisztelésére. Többek között Debby Ryan, Karan Brar, és Sophie Reynolds jelentős támogatásával. 2019. július 17-től az alapítvány által a céljai megvalósításához használt módszerek még nem jelentek meg. Emellett az alapítvány által fenntartott finanszírozási és támogatási források összege nem került nyilvánosságra.
„We all go. What you leave should be bigger than you.” („Mindannyian elmegyünk. Amit hagysz, nagyobbnak kell lennie, mint te.”) – Cameron Boyce, 2018

## Filmográfia

### Film
| Év   | Film                                                                     | Szerep         | Magyar hang  | Rendező         |
| ---- | ------------------------------------------------------------------------ | -------------- | ------------ | --------------- |
| 2008 | Tükrök (Mirrors)                                                         | Michael Carson |              | Alexandre Aja   |
| 2008 | Sasszem (Eagle Eye)                                                      | Sam Holloman   |              | D. J. Caruso    |
| 2010 | Nagyfiúk (Grown Ups)                                                     | Keithie Feder  | Bogdán Gergő | Dennis Dugan    |
| 2011 | Judy Moody és a nem nyamvadt nyár (Judy Moody and the Not Bummer Summer) | Hunter         |              | John Schultz    |
| 2013 | Nagyfiúk 2. (Grown Ups 2)                                                | Keithie Feder  | Bogdán Gergő | Dennis Dugan    |
| 2015 | Utódok (Descendants)                                                     | Carlos         | Bogdán Gergő | Kenny Ortega    |
| 2017 | Utódok 2. (Descendants 2)                                                | Carlos         | Bogdán Gergő | Kenny Ortega    |
| 2019 | Utódok 3. (Descendants 3)                                                | Carlos         | Bogdán Gergő | Kenny Ortega    |
| 2020 | (Runt)                                                                   | Cal            |              | William Coakley |

### Televízió
| Év        | Sorozat : Alcím                                                                                               | Szerep                   | Magyar hang       | Megjegyzés |
| --------- | --- | ------------------------ | ----------------- | ---------- |
| 2008      | (General Hospital: Night Shift)                                                                               | MIchael Stone            |                   |            |
| 2011–2015 | Jessie (Jessie)                                                                                               | Luke Ross                | Kilin Bertalan    |            |
| 2011      | Indul a risza! : A járvány (Shake It Up! : Throw It Up)                                                       | Lil Highlighter Dancer   |                   |            |
| 2011      | Sok sikert, Charlie! : Muzikális Duncan-ék (Good Luck Charlie : The Singin’ Dancin’ Duncans)                  | Fake Gabe Duncan         |                   |            |
| 2012–2014 | Jake és Sohaország kalózai (Jake and the Neverland Pirates)                                                   | Jake                     | Ifj. Boldog Gábor |            |
| 2012      | Austin és Ally : Austin és Jessie és Ally és a sztárok szilvesztere (Austin & Ally : Big Dreams & Big Apples) | Luke Ross                |                   |            |
| 2014      | A Pókember elképesztő kalandjai: Halloween a múzeumban (Ultimate Spider-Man: Halloween Night at the Museum)   | Luke Ross                | Kilin Bertalan    |            |
| 2015      | Liv és Maddie : A sulibál (Liv and Maddie : Prom-a-Rooney)                                                    | Krahgg                   | Kilin Bertalan    |            |
| 2015–2017 | Utódok: Komisz világ (Descendants: Wicked World)                                                              | Carlos                   | Bogdán Gergő      |            |
| 2015–2017 | Egy videojátékos majdnem mindenre jó kézikönyve (Gamer’s Guide to Pretty Much Everything)                     | Conor                    | Penke Bence       |            |
| 2016      | Kikiwaka tábor : Luke visszatér (Bunk’d : Luke’s Back), Luke a sziklán (Bunk’d : Luke Out Below)              | Luke Ross                | Ifj. Boldog Gábor |            |
| 2016      | Vészhelyzet: Los Angeles : A szerelem fáj (Code Black : Love Hurts)                                           | Brody                    |                   |            |
| 2017      | Marvel Pókember (Marvel’s Spider-Man)                                                                         | Rengető / Herman Schultz | Berkes Bence      |            |
| 2019      | (Mrs. Fletcher)                                                                                               | Zach                     |                   |            |
| 2019      | (Paradise city)                                                                                               | Simon                    |                   |            |

### Egyéb
| Év   | Cím                                 | Szerep        | Megjegyzés |
| ---- | ----------------------------------- | ------------- | ---------- |
| 2010 | Just Dance Kids                     | Háttértáncos  | Videójáték |
| 2010 | The Legion of Extraordinary Dancers | Fiatal Jasper | Websorozat |

## Díjak
| Év   | Díj                     | Kategória | Jelölt mű                            | Eredmény |
| ---- | ----------------------- | --- | ------------------------------------ | -------- |
| 2012 | Young Artist Award      | Legjobb előadó (Best Performance in a Feature Film – Young Ensemble Cast)                                                                            | Judy Moody and the Not Bummer Summer | Elnyerte |
| 2018 | Pioneering Spirit Award | Inspiráló erőfeszítések a világ vízválság elleni küzdelem támogatására (Inspirational efforts to support the fight against the world's water crisis) | Thirst Project                       | Elnyerte |